# نيوارك (كاليفورنيا)
نيوارك (بالإنجليزية: Newark)‏ هي إحدى مدن مقاطعة ألاميدا، كاليفورنيا. تم إعطاءها لقب مدينة في 22 سبتمبر، 1955.

## التركيبة السكانية
حدّد مكتب تعداد الولايات المتحدة بيانات التركيبة السكانية لنيوارك في تعداد الولايات المتحدة. في ما يلي، التركيبة السكانية حسب تعدادي 2000 و2010.

### تعداد عام 2000
بلغ عدد سكان نيوارك 42,471 نسمة بحسب تعداد عام 2000، وبلغ عدد الأسر 12,992 أسرة وعدد العائلات 10,345 عائلة مقيمة في المدينة. في حين سجلت الكثافة السكانية 1,176.2 نسمة لكل كيلومتر مربع (3,046.3/ميل2). وبلغ عدد الوحدات السكنية 13,150 وحدة بمتوسط كثافة قدره 364.2 لكل كيلومتر مربع (943.3/ميل2).
وتوزع التركيب العرقي للمدينة بنسبة 52.22% من البيض و4.01% من الأمريكيين الأفارقة و0.64% من الأمريكيين الأصليين و21.30% من الأمريكيين ذوي الأصول الآسيوية و1% من سكان جزر المحيط الهادئ و13.75% من الأعراق الأخرى و7.07% من عرقين مختلطين أو أكثر و28.60% من الهسبانيون أو اللاتينيون من أي عرق.
بلغ عدد الأسر 12,992 أسرة كانت نسبة 45.8% منها لديها أطفال تحت سن الثامنة عشر تعيش معهم، وبلغت نسبة الأزواج القاطنين مع بعضهم البعض 62.2% من أصل المجموع الكلي للأسر، ونسبة 11.6% من الأسر كان لديها معيلات من الإناث دون وجود شريك، بينما كانت نسبة 5.9% من الأسر لديها معيلون من الذكور دون وجود شريكة وكانت نسبة 20.4% من غير العائلات. تألفت نسبة 14.1% من أصل جميع الأسر من عدة أفراد يعيشون في نفس المنزل ونسبة 4.2% كانت تتألف من شخص يعيش بمفرده يبلغ من العمر 65 عاماً أو أكثر. وبلغ متوسط حجم الأسرة المعيشية 3.26، أما متوسط حجم العائلات فبلغ 3.59.
بلغ العمر الوسطي للسكان 33.1 عاماً. وكانت نسبة 27.2% من القاطنين تحت سن الثامنة عشر، وكانت نسبة 9.5% بين الثامنة عشر والرابعة والعشرين عاماً، ونسبة 34.2% كانت واقعةً في الفئة العمرية ما بين الخامسة والعشرين والرابعة والأربعين عاماً، ونسبة 21.1% كانت ما بين الخامسة والأربعين والرابعة والستين، ونسبة 7.8% كانت ضمن فئة الخامسة والستين عاماً فما فوق. يوجد لكل 100 أنثى 101.5 ذكر، ويوجد لكل 100 أنثى في الثامنة عشر من عمرها فما فوق 99.3 ذكر.
بلغ متوسط دخل الأسرة في المدينة 69,350 دولارًا، أما متوسط دخل العائلة فبلغ 71,351 دولارًا. وكان متوسط دخل الذكور 46,061 دولارًا مقابل 34,959 دولارًا للإناث. وسجل دخل الفرد الخاص بالمدينة 23,641 دولارًا. وكانت نسبة 4.2% من العائلات ونسبة 5.5% من السكان تحت خط الفقر، وكان من هؤلاء نسبة 5.9% تحت سن الثامنة عشر ونسبة 6.9% في الخامسة والستين من العمر وما فوق.

### تعداد عام 2010
بلغ عدد سكان نيوارك 42,573 نسمة بحسب تعداد عام 2010، وبلغ عدد الأسر 12,972 أسرة وعدد العائلات 10,334 عائلة مقيمة في المدينة. في حين سجلت الكثافة السكانية 1,179 نسمة لكل كيلومتر مربع (3,053.6/ميل2). وبلغ عدد الوحدات السكنية 13,414 وحدة بمتوسط كثافة قدره 371.5 لكل كيلومتر مربع (962.2/ميل2).
وتوزع التركيب العرقي للمدينة بنسبة 41.26% من البيض و4.70% من الأمريكيين الأفارقة و0.66% من الأمريكيين الأصليين و27.18% من الأمريكيين ذوي الأصول الآسيوية و1.46% من سكان جزر المحيط الهادئ و18.17% من الأعراق الأخرى و6.57% من عرقين مختلطين أو أكثر و35.22% من الهسبانيون أو اللاتينيون من أي عرق.
بلغ عدد الأسر 12,972 أسرة كانت نسبة 43.5% منها لديها أطفال تحت سن الثامنة عشر تعيش معهم، وبلغت نسبة الأزواج القاطنين مع بعضهم البعض 60.4% من أصل المجموع الكلي للأسر، ونسبة 13.2% من الأسر كان لديها معيلات من الإناث دون وجود شريك، بينما كانت نسبة 6.1% من الأسر لديها معيلون من الذكور دون وجود شريكة وكانت نسبة 20.3% من غير العائلات. تألفت نسبة 15% من أصل جميع الأسر من عدة أفراد يعيشون في نفس المنزل ونسبة 5.4% كانت تتألف من شخص يعيش بمفرده يبلغ من العمر 65 عاماً أو أكثر. وبلغ متوسط حجم الأسرة المعيشية 3.27، أما متوسط حجم العائلات فبلغ 3.60.
بلغ العمر الوسطي للسكان 35.4 عاماً. وكانت نسبة 25.4% من القاطنين تحت سن الثامنة عشر، وكانت نسبة 9% بين الثامنة عشر والرابعة والعشرين عاماً، ونسبة 29.8% كانت واقعةً في الفئة العمرية ما بين الخامسة والعشرين والرابعة والأربعين عاماً، ونسبة 25.2% كانت ما بين الخامسة والأربعين والرابعة والستين، ونسبة 10.6% كانت ضمن فئة الخامسة والستين عاماً فما فوق. وتوزع التركيب الجنسي للسكان بنسبة 49.8% ذكور و50.2% إناث.

## المناخ
يظهر الجدول التالي التغييرات المناخية على مدار السنة لنيوارك:
| البيانات المناخية لـنيوارك                                 | البيانات المناخية لـنيوارك | البيانات المناخية لـنيوارك | البيانات المناخية لـنيوارك | البيانات المناخية لـنيوارك | البيانات المناخية لـنيوارك | البيانات المناخية لـنيوارك | البيانات المناخية لـنيوارك | البيانات المناخية لـنيوارك | البيانات المناخية لـنيوارك | البيانات المناخية لـنيوارك | البيانات المناخية لـنيوارك | البيانات المناخية لـنيوارك | البيانات المناخية لـنيوارك |
| الشهر                                                      | يناير                      | فبراير                     | مارس                       | أبريل                      | مايو                       | يونيو                      | يوليو                      | أغسطس                      | سبتمبر                     | أكتوبر                     | نوفمبر                     | ديسمبر                     | المعدل السنوي              |
| ---------------------------------------------------------- | -------------------------- | -------------------------- | -------------------------- | -------------------------- | -------------------------- | -------------------------- | -------------------------- | -------------------------- | -------------------------- | -------------------------- | -------------------------- | -------------------------- | -------------------------- |
| الدرجة القصوى °ف (°م)                                      | 74 (23)                    | 78 (26)                    | 84 (29)                    | 92 (33)                    | 98 (37)                    | 107 (42)                   | 105 (41)                   | 110 (43)                   | 103 (39)                   | 96 (36)                    | 84 (29)                    | 75 (24)                    | 107 (42)                   |
| متوسط درجة الحرارة الكبرى °ف (°م)                          | 57.3 (14.1)                | 60.8 (16.0)                | 63.5 (17.5)                | 66.6 (19.2)                | 70.2 (21.2)                | 74.2 (23.4)                | 76.7 (24.8)                | 77.0 (25.0)                | 77.3 (25.2)                | 72.8 (22.7)                | 64.6 (18.1)                | 58.0 (14.4)                | 68.2 (20.1)                |
| متوسط درجة الحرارة الصغرى °ف (°م)                          | 40.6 (4.8)                 | 43.7 (6.5)                 | 45.9 (7.7)                 | 48.2 (9.0)                 | 51.7 (10.9)                | 54.9 (12.7)                | 56.4 (13.6)                | 57.0 (13.9)                | 56.0 (13.3)                | 52.3 (11.3)                | 46.2 (7.9)                 | 41.3 (5.2)                 | 49.5 (9.7)                 |
| أدنى درجة حرارة °ف (°م)                                    | 22 (−6)                    | 26 (−3)                    | 25 (−4)                    | 32 (0)                     | 35 (2)                     | 41 (5)                     | 44 (7)                     | 41 (5)                     | 40 (4)                     | 33 (1)                     | 26 (−3)                    | 21 (−6)                    | 21 (−6)                    |
| الهطول إنش (مم)                                            | 2.96 (75)                  | 2.52 (64)                  | 2.10 (53)                  | 1.02 (26)                  | 0.41 (10)                  | 0.10 (2.5)                 | 0.02 (0.51)                | 0.05 (1.3)                 | 0.13 (3.3)                 | 0.78 (20)                  | 1.78 (45)                  | 2.46 (62)                  | 14.31 (363)                |
| متوسط تساقط الثلوج إنش (سم)                                | 0 (0)                      | 0 (0)                      | 0 (0)                      | 0 (0)                      | 0 (0)                      | 0 (0)                      | 0 (0)                      | 0 (0)                      | 0 (0)                      | 0 (0)                      | 0 (0)                      | 0 (0)                      | 0 (0)                      |
| المصدر: http://www.wrcc.dri.edu/cgi-bin/cliMAIN.pl?ca6144. |                            |                            |                            |                            |                            |                            |                            |                            |                            |                            |                            |                            |                            |

## أعلام
- بايلي
- لاري بيتنكورت
- فريدي مولر